# Huštáky v Košicích

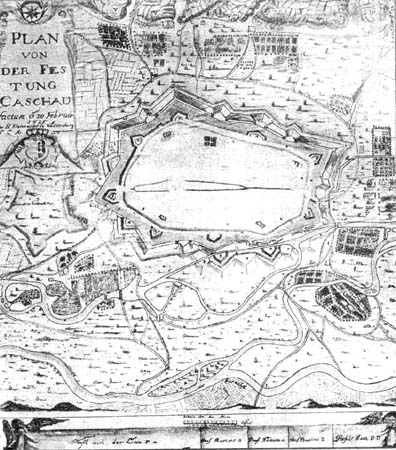
Plán pevnosti Košice z roku 1715 detailně zobrazuje rychle se obnovující huštáky v mírovém období po Satmárském míru.

Huštáky v Košicích byly předměstské vsi nebo předměstské ulice obklopující město Košice ve středověku a novověku. Písemně jsou doloženy od 14. století jako "-dofr", "-Dorf", později i Vicus. V době protitureckých bojů a protihabsburských stavovských povstání v letech 1528–1711 byly vydrancované až zlikvidovány. V 18. století nastala jejich postupná obnova. V 19. století v souvislosti s bouráním košického opevnění byly stavebně a správně integrované s domovským městem.

## Košické huštáky

### Ludmanova Ves
Ludmanova Ves se rozprostírala na jihovýchodním předměstí v prostoru dnešního sídliště Osloboditeľov. První písemné zmínky z let 1398 a 1402 ji zachycují jako Villa Ludmani, zmínka z roku 1510 jako Ludmansdörfel. Tvořilo ji několik ulic, její součástí byly i Nová ulice a Špitálská ulice. V 20. letech 16. stoletím měla dohromady 65 poplatníků, v čemž byly i dvory předních měšťanů. Podle soupisu z roku 1760 byla s 49 domovními parcelami největší huštáckou čtvrtí. 

### Bednárska Ves
Bednárska Ves („Bednářská ves“) se rozprostírala na jihozápadním předměstí. První zmínky z let 1466 a 1487 ji uvádějí jako Bindersdorf. V 16. a 17. století byla jednou z nejvíce postižených nepokoji a samostatně se vyskytovala jen sporadicky pod názvem Bodnar ucza. 

### Cesnakova Ves
Cesnakova Ves („Česneková ves“) byla jedním ze západních předměstí Košic, které bylo nejobývanější. Nacházela se v prodloužení Hnilné ulice (dnes Alžbětině ulice) nad Bednárskou Vsí v prostoru dnešní Florianské ulice. Prameny ji zachycují jako Knoblochsdorf (1487) nebo Knopplogoss, maďarsky Forhagymautca (1524). V roce 1511 měla 25 domů a jeden měšťanský majer.

### Richtárska Ves
Severozápadně od Cesnakové Vsi se rozprostírala Richtárska Ves („Rychtářská ves“), v oblastí dnešních ulic Karpatská, Vojenská. V roce 1480 je uváděna jako Richterdorf. Měla poměrně hodně chudých obyvatel (nad 100 poplatníků). V rámci vsi existovala samostatná čtvrť umístěná na nedalekém návrší, která se jmenovala Zem svatého Leonarda (Terra S. Leonardi, 1480). Ke čtvrti směřovala Nová ulice. Na návrší stál kostel svatého Leonarda s farou. 

### Tehelná Ves
V prostoru dnešního náměstí Ladislava Novomeského se rozprostírala další ves západního předměstí – Tehelná Ves („Cihelná ves“). V roce 1400 je označována jako Zichelsdorf.

### Čermeľ
Na severním předměstí v povodí Čermeľským potoka se rozprostírala osada Čermeľ (Czeyrmel 1504, Cermis 1515). Prameny ji neoznačovaly pojmem dorf, ale uvádějí ji ve stejném kontextu s ostatními huštáky. V letech 1504–1515 bylo v Čermeli 50 domů a počítala se k němu i Nová ulice (Platea Nova 1504) na severu a Ulice svatého Ladislava na východě za Mlýnským náhonem. Nazývala se tak podle kostela svatého Ladislava s farou, který stál mezi městskými hradbami a Mlýnským náhonem. Ve východní části prameny zmiňují i  Ulici svatého Mikuláše, Zbojnickou ulici, Uličku při malém špitálu a kuriozitou je pojmenování ulice Venice (Platea Veneti 1524), která byla pravděpodobně čtvrtí v Košicích usazených italských kupců.

## Obyvatelstvo
Huštáky nebyly, na rozdíl od Košic v hradbách, limitovány stavebním prostorem. V době největšího populačního vrcholu středověkých Košic v roce 1480 připadalo na vnitřní město 439 domů se zhruba 4 700 obyvateli. Hustota obyvatelstva na huštákách byla nižší, proto při 567 domech se v nich počítá s okolo 3 800 obyvateli.
V pozdějším období docházelo k neustálému pustošení huštáků především důsledkem válečného zápasení, ale i kvůli epidemiím, požárům a jiným živelním pohromám. Huštácké domy byly pak obnovovány jednak samotnými předměstskými obyvateli, jednak investováním zámožnějších obyvatel z vnitřního města. 
V roce 1696 se odhaduje počet obyvatel na huštákách pouze na 470 osob. V 18. století začal počet obyvatel narůstat. Až v roce 1799 statistiky vykázaly zhruba tolik osob na huštákách, co v roce 1480 – 3600.
Národnostní složení obyvatelstva není možné kvůli nezachování se písemností huštáckých starostů vypozorovat tak, jak to bylo možné v případě samotných Košic.

## Právní vztah k městu
Huštáky měly vlastní samosprávu s volenými rychtáři, kteří byli ve městě nazýváni huštácki rychtáři (latinsky iudices foris civitatem). Podléhaly kontrole a jurisdikci rychtáře a rady města. Na obyvatele huštáků bylo rozšířeno košické městské právo. 
V roce 1347 Košice dostaly rozsáhlé výsady od panovníka Ludvíka Velikého. Při této příležitosti huštáčtí obyvatelé si vymohli od rady města, aby král potvrdil volbu jejich vlastního faráře, kterého neměl dosazovat hlavní košický farář.
V 18. století byly huštáky přerozděleny do tří správních obvodů, pro které se od roku 1760 zavedeno nové pojmenování:
- I. Vyšný Hušták (od Cihlové přes Cermis po ulici sv. Ladislava)
- II. Střední Hušták (Vřídelní, Richtárska, Lenártová)
- III. Nižný Hušták (jihovýchod s Ludmanovou).

Ke čtyřem meziměstským částem (kvartály I-IV) tím přibyly tři předměstské obvody, které již nebyly spravovány vlastními rychtáři, ale dosazenými komisaři.
V roce 1861 se setřel rozdíl mezi vnitřním městem a huštáky, které byly postaveny na roveň městským čtvrtím.
V 2. polovině 19. století dostaly tato pojmenování:
- Jozefovo město – pro Střední Hušták
- Františkovo město – pro Vyšný Hušták
- Alžbětino město – pro Nižný Hušták
- Nové Město – nová čtvrť mezi Františkovým městem a železnicí